# Parastenocaris kabyloides
Parastenocaris kabyloides is een eenoogkreeftjessoort uit de familie van de Parastenocarididae. De wetenschappelijke naam van de soort is voor het eerst geldig gepubliceerd in 1965 door Enckell.